# Tarnalelesz
Tarnalelesz – wieś w powiecie Pétervására w komitacie Heves. Położona 10 km od Bükkszék i 28 km od Egeru. Liczba ludności: 1674. W miejscowości krzyżują się drogi krajowe nr 23 i nr 25.

## Historia
Nazwa Lelez pojawiła się pierwszy raz na piśmie w 1280. W 1540 wieś została zniszczona przez Turków, kilka lat później została odbudowana. W 2001 72% ludności stanowili Węgrzy, a 28% Romowie.

## Zabytki
- Kościół rzymskokatolicki.
- Tablica pamiątkowa poległych w czasie I i II wojny światowej.